# St. Gabriel
St. Gabriel è un comune degli Stati Uniti d'America, situato nello Stato della Louisiana, in particolare nella parrocchia di Iberville.